# Pavol Beniač
Pavol Beniač [beňjač] (6. února 1922 Žilina – 2. srpna 2005 Čadca) byl slovenský fotbalový útočník a trenér. Je pohřben v Čadci.

## Hráčská kariéra
Žilinský rodák a odchovanec začal s fotbalem v roce 1936. Roku 1940 jej trenér Štefan Príboj zařadil do A-mužstva ŠK Žilina, s nímž dvakrát obsadil třetí místo v lize (1939/40 a 1941/42). S OAP Bratislava slavil v sezoně 1942/43 mistrovský titul.
Za Žilinu hrálo i jeho pět starších bratrů. V jednom týmu se sešel se čtyřmi z nich, kterými byli František (4.10.1909–26.12.1971), Ladislav (9.8.1911–28.12.1979), Anton (31.5.1913–25.8.1975) a Rudolf (17.4.1916–23.6.1997), nezahrál si jen s nejstarším Jozefem (9.3.1907–15.2.1986).

## Trenérská kariéra
Po skončení hráčské kariéry se stal trenérem. Působil v Čadci, kam se po svatbě přestěhoval.